# Croisade d'Aragon
 (mai 2023).
Si vous disposez d'ouvrages ou d'articles de référence ou si vous connaissez des sites web de qualité traitant du thème abordé ici, merci de compléter l'article en donnant les références utiles à sa vérifiabilité et en les liant à la section « Notes et références ».
La croisade d'Aragon ou croisade contre la Catalogne est un conflit opposant, entre 1284 et 1285, les armées du roi de France Philippe III « le Hardi » à celles du roi d'Aragon Pierre III.

## Causes et alliances
Le pape Martin IV organise la guerre, lui donnant son nom de « croisade », car il s'inquiétait des conquêtes de Pierre en Sicile. Il lui retire la couronne d'Aragon, le royaume étant vassal du Saint-Siège, pour la remettre à Charles de Valois, fils de Philippe III et d'Isabelle d'Aragon. Au conflit franco-aragonais se greffe un conflit familial dans la maison de Barcelone, puisque le roi de Majorque Jacques II, frère de Pierre III, s'allie à Philippe III. En effet, Jacques, étant également comte de Roussillon, se sentait coincé entre les deux monarques et ne put que s'allier au souverain français pour faire obstacle aux ambitions de son aîné, qui n'avait jamais caché son mécontentement de voir une partie de son héritage s'en aller à son frère cadet.

## Déroulement

Les mouvements des troupes croisées en 1285

Les armées françaises entrent donc en Roussillon en 1284 avec la bénédiction du seigneur de la contrée, mais se heurtent à des résistances locales, comme celle de la cité d'Elne, commandée par un chevalier nommé le « bâtard de Roussillon », sans doute un fils illégitime de Nuno Sanche, seigneur du Roussillon, qui dut être réduite par la force. Malgré la présence de légats pontificaux, Philippe III n'hésite pas à mettre le feu aux portes de la cathédrale et à y massacrer les habitants qui y avaient trouvé refuge. En 1285, Philippe III met le siège devant Gérone (ca). Durant ce temps, le roi d'Aragon Pierre III, qui ne cessait de harceler l'armée française et de lui couper ses convois, s'étant mis en embuscade devant Gérone, avec 400 chevaux et 2 000 hommes de pied, dans le dessein d'enlever un de ces convois, le connétable Raoul II de Clermont-Nesle tomba sur lui avec 500 chevaux, le défit et l'obligea à prendre la fuite. Malgré une forte résistance de la ville celle-ci fut prise.
Charles de Valois est alors couronné roi, mais on ne peut trouver de couronne et on doit le couronner avec un chapeau de cardinal, ce qui lui vaut le surnom peu flatteur de « roi du chapeau ».
En mer, Roger de Lauria, l'amiral de Pierre III, détruit la flotte française à la bataille navale des Formigues. Cette défaite et l’épidémie de dysenterie qui s'installe dans le camp français renversent la situation. Philippe III, lui-même touché par la maladie, doit lever le camp.
Son fils et héritier Philippe négocie avec Pierre III un passage sûr à travers les Pyrénées pour lui et les membres de sa famille, mais non pour ses troupes malades, qui sont décimées à la bataille du col de Panissars. Philippe III meurt à Perpignan et est enterré à Narbonne. Pierre III d'ailleurs ne lui survit que peu de temps.

## Suites
Hormis la mort du roi Philippe III à Perpignan, le conflit a peu de conséquences pour le royaume de France, il en a beaucoup pour le royaume de Majorque : les Baléares sont confisquées par le fils et successeur de Pierre III, le roi Alphonse III « le Libéral ».
Ce n'est qu'en 1295 que le traité d'Anagni met un terme aux conflits nés de cette croisade, le traité de Tarascon (1291) n'ayant pas connu d'application à la suite de la mort d'Alphonse III d'Aragon, l'une des parties signataires.